# Marie, eine ungarische Legende
Marie, eine ungarische Legende ist ein religiös verbrämtes, ungarisch-französisches Filmdrama von Pál Fejős aus dem Jahre 1932. Die Französin Annabella spielte die Haupt- und Titelrolle.

## Handlung
Irgendwo in der ungarischen Provinz. Das 17-jährige Bauernmädchen Maria, das sich ihren Lebensunterhalt als Magd verdient, wird eines Tages von einem wohlhabenden und verantwortungslosen Bauern verführt und geschwängert. Als dieser von der anstehenden Geburt seines Kindes erfährt, verweigert er eine Eheschließung und verstößt Marie, die daraufhin ihr Heimatdorf verlässt. Marie irrt in Ungarn herum und findet erst in einem anrüchigen Haus in Budapest, eine Kabarett-Kaschemme, Unterschlupf. Hier kann sie ein wenig Geld als Bedienung verdienen und bringt dort auch ihr Baby, ein Mädchen, zur Welt. Als Marie einmal bei ihrer Arbeit ohnmächtig wird, sind es die Verrufensten unter den Verrufenen, Prostituierte, die sich um sie kümmern.
Eines Tages packt Marie das Heimweh nach der dörflichen Heimat, und sie packt ihre sieben Sachen und kehrt mit ihrem Kind nach Hause zurück. Als sie erneut nach Budapest kommt, wird Marie auch noch das einzige, was ihr geblieben ist, das geliebte Kind, aufgrund einer schmähenden Anzeige einer einstigen Arbeitgeberin von der Behörde entrissen. Der Staat glaubt, dass das Mädchen in einer derart liederlichen Umgebung, in der Marie lebt und arbeitet, nicht behütet aufwachsen kann. Nun ist Marie endgültig seelisch am Boden. Sie beginnt erneut ein Wanderleben und wird doch nirgendwo richtig heimisch. Vom Leben gebeutelt, beginnt sie in einer Taverne zu trinken. In diesem Zustand erreicht sie ihren Heimatort, schleppt sich in die Dorfkirche und verflucht in ihrem seelischen Schmerz die Jungfrau Maria. Schließlich stirbt sie dort vor dem Marien-Bildnis. Dann steigt sie in himmlische Höhen auf. Im Himmel geht‘s ihr so wie auf Erden: Marie muss zwar schuften und Böden schrubben, doch hier ist alles aus purem Gold.
Die Jahre ziehen ins Land, aus Maries kleinem Kind ist eine junge Frau geworden. Vor demselben Baum, bei dem schon Marie ihrem Verführer begegnet ist und ihr gesamtes Lebenselend begann, trifft Maries Tochter ein und lauscht dem Süßholzgeraspel eines weiteren jungen Mannes. Marie sieht mit großer Sorge vom Himmel herab und spürt, dass sie unbedingt eingreifen muss, um ihrer Tochter ähnliches Elend zu ersparen. Sie lässt kurzerhand eimerweise Wasser herabregnen. Der Regen plattert als schwerer Schauer herab, sodass die junge Frau sofort das Weite sucht und Schutz in einem Haus findet. Fortan kann sich Maries Tochter einer himmlischen Protektion sicher sein.

## Produktionsnotizen
Marie, eine ungarische Legende entstand 1932 vor Ort in Ungarn und wurde am 4. November 1932 in Ungarn uraufgeführt.
Die deutsche Erstaufführung erfolgte am 31. Januar 1933 im Berliner Mozartsaal.
Die französische Premiere fand am 17. Februar 1933 statt. In Österreich lief der Film wohl im April 1933 unter dem Titel Marie an.
Die Filmbauten stammen von Serge Piménoff. Den Ton besorgte Ferenc Lohr.

## Kritik
Die Österreichische Film-Zeitung schrieb anlässlich der österreichischen Premiere im Frühjahr 1933: „Annabellas zarte, jede Seelenregung widerspiegelnde Darstellungskunst trifft den Ausdruck vollkommenster Unschuld und des Nicht-Verstehens menschlicher Härte in ergreifender Weise. Um die Künstlerin hat Fejos einen Film voll treffend beobachteter, lebensvoller Details geschaffen, der sich durch die Schönheit des Aufnahmen auszeichnet.“
In Das große Personenlexikon des Films war in der Biografie von Fejos Folgendes zu lesen: In Ungarn „gelang ihm mit der sensibel erzählten und mit der Französin Annabella vorzüglich besetzten Geschichte um das verführte und aus dem heimatlichen Dorf in die Stadt vertriebene Bauernmädchen „Marie“, so der gleichnamige Filmtitel, eine ebenso lyrische wie stimmungsvolle Legendenerzählung aus dem ländlichen Ungarn. Dabei beschrieb Fejos seine ungarische Heimat mit viel Sinn für Flair und unterstrich mit jedem Bild seine Liebe zur Schönheit der Pusztalandschaft. „Marie“ wurde im Ausland als inszenatorisches Meisterwerk gefeiert.“ Ferner lobte dasselbe Werk die Bilder des Hollywoodfilmkameramanns J. Peverell Marleys in dessen Biografie: „Für zwei Filme des Regisseurs Pal (Paul) Fejos, „Marie“ und „Menschen im Sturm“, schuf er u. a. in der Puszta berückend schöne, zeitlos poetische Landschaftsaufnahmen.“
Auf Viennale.at ist zu lesen: „Fejos verfilmt eine alte ungarische Legende, eine Geschichte von eigentümlichen Aprilschauern, die die Mütter vom Paradies aus hervorrufen, um die Tugend der Mädchen zu schützen. Fejos verwebt bei dieser Arbeit die Realitätsebenen. Er verfilmt die Fabel mit einem Stich an Surrealem und verankert die Geschichte in der genauen Beobachtung des Dorflebens. (…) Geredet wird wenig, der Fortgang des Geschehens ist Gesichtern, Gesten, dem Changieren des Lichts und der Physiognomie der ungarischen Provinz überantwortet. Fejos versucht, an die Internationalität des stummen Films anschließen. Die Geschichte ist einfach und ergreifend.“